# Сергеј Парџанов
Сергеј Парџанов (јерм. Սերգեյ Փարաջանով; укр. Сергій Йо́сипович Параджа́нов; Тбилиси, 9. јануар 1924 – Јеревеан, 20. јул 1990) био је совјетски јерменски филмски редитељ, сценариста и уметник који је дао значајан допринос светској кинематографији својим филмовима Сенке заборављених предака и Боја нара. Филмски критичари, историчари филма и филмски ствараоци сматрају Парџанова једним од највећих и најутицајнијих филмских стваралаца у историји кинематографије.
Измислио је сопствени филмски стил, који није био у складу са водећим принципима социјалистичког реализма; једини санкционисани уметнички стил у СССР-у. Особен уметнички стил, у комбинацији са његовим начином живота и понашањем, довело је до тога да га совјетске власти у више наврата прогоне и затварају, и активно потискују његове филмове. Упркос томе, Парџанов је проглашен за једног од 20 филмских редитеља будућности на Међународном филмском фестивалу у Ротердаму, а његови филмови су рангирани међу највеће филмове свих времена од стране појединих стручних часописа.
Иако се филмом професионално почео бавити 1954. године, Парџанов се касније одрекао свих филмова које је снимио пре 1965. године као „ђубрета“. Након што је режирао Сенке заборављених предака, Парџанов је постао истовремено нешто попут међународне познате личности и истовремено мета напада из СССР-а. Скоро сви његови филмски пројекти и планови од 1965. до 1973. били су забрањени, укинути или цензурисани од стране совјетске филмске администрације, како локалне (у Кијеву и Јеревану), тако и савезне (Госкино), готово без поговора, све док није коначно ухапшен крајем 1973. по лажним оптужбама за силовање, хомосексуализам и мито. Био је у затвору до 1977. године, упркос молбама бројних уметника да буде помилован. Чак и након пуштања на слободу (трећи и последњи пут је ухапшен 1982. године) био је персона нон грата у совјетској кинематографији. Тек средином 1980-их, када је политичка клима почела да се мења, могао је да настави да режира. Ипак, била је потребна помоћ утицајног грузијског глумца Дода Абашидзеа и других пријатеља да би његови последњи дугометражни филмови добили зелено светло. Његово здравље је озбиљно ослабило након четири године у радним логорима и девет месеци затвора у Тбилисију. Парџанов је преминуо од рака плућа 1990. године, у време када су, после скоро 20 година сузбијања, његови филмови приказивани на страним филмским фестивалима. У интервјуу из 1988. изјавио је: „Сви знају да ја имам три домовине. Рођен сам у Грузији, радио сам у Украјини и умрећу у Јерменији.“ Парџанов је сахрањен у пантеону Комитас у Јеревану.
Парџановови филмови освојили су награде на филмском фестивалу у Мар дел Плати, Међународном филмском фестивалу у Истанбулу, награду Ника, Међународном филмском фестивалу у Ротердаму, Међународном филмском фестивалу у Сиџесу, Међународном филмском фестивалу у Сао Паулу и другим. Свеобухватна ретроспектива у Великој Британији одржана је 2010. Парџановљевом раду био је посвећен симпозијум који је окупио стручњаке како би разговарали и прославили његов допринос кинематографији и уметности.

## Младост и филмови
Парџанов је је рођен као Саркис Ховсепи Парајаниантс (Սարգիս Հովսեփի Փարաջանյանց) од уметнички надарених јерменских родитеља, Јосифа Параџанова и Сирануша Бејанова, у Грузији, у Тбилисију; међутим, презиме Парајаниантса потврђује сачувани историјски документ у Музеју Сергеја Парџанова у Јеревану. Наклоност ка уметности је стекао од раног детињства. Године 1945. отпутовао је у Москву, уписао одсек за режију на ВГИК -у, једној од најстаријих и веома цењених филмских школа у Европи, и студирао под вођством редитеља Игора Савченка и Александра Довженка.
Године 1948. осуђен је за хомосексуалне радње (које су у то време биле илегалне у Совјетском Савезу) са официром МГБ-а по имену Николај Микава у Тбилисију. Касније се показало да су ове оптужбе лажне. Осуђен је на пет година затвора, али је после три месеца пуштен на слободу. У видео интервјуима, пријатељи и рођаци оспоравају истинитост свега за шта је оптужен. Они спекулишу да је казна можда била облик политичке одмазде због његових бунтовних ставова.
Године 1950. Парџанов се оженио својом првом женом, Нигјар Керимовом, у Москви . Потицала је из муслиманске татарске породице и прешла је у православно хришћанство да би се удала за Парџанова. Касније су је убили њени рођаци због њеног преобраћења. Након њеног убиства, Парџанов је отишао из Русије у Кијев, у Украјини, где је продуцирао неколико документарних филмова (Думка, Златне руке, Наталија Ужви) и низ играних филмова као што су Украјинска рапсодија (ратна мелодрама) и Цвет на камену (о верском култу који се инфилтрира у рударски град у Доњецком басену).
Почео је да течно говори украјински и оженио се својом другом женом, Светланом Иванивном Шчербатјук (1938—2020), такође познатом као Светлана Шербатјук или Светлана Парџанова, 1956. године. Шчербатјук је 1958. године родила сина Сурена. Пар се на крају развео и она и Сурен су се преселили у Кијев у Украјини.

## Раскид са совјетским реализмом
Први филм Андреја Тарковског Иваново детињство имао је огроман утицај на редитељево самооткривање као филмског ствараоца. Касније је утицај постао обостран и он и Тарковски су постали блиски пријатељи. Други утицај је имао италијански режисер Пјер Паоло Пазолини, кога ће Парџанов касније описао као „попут Бога“ и режисера „величанственог стила“. Године 1965. Парџанов је напустио социјалистички реализам и режирао Сенке заборављених предака, свој први филм над којим је имао потпуну креативну контролу. Освојио је бројне међународне награде и, за разлику од касније Боје нара, био је релативно добро примљен од стране совјетских власти. Редакција сценарија у Госкину у Украјини похвалила је филм због „преношења поетичког квалитета и филозофске дубине приче М. Коцјубинског кроз језик кинематографије“ и назвала га „бриљантним креативним успехом студија Довженко“. Москва је такође пристала на захтев украјинског Госкина да пусти филм са нетакнутим оригиналним украјинским звучним записом, уместо да се дијалог дабује на руски за совјетско емитовање. (Руска синхронизација је у то време била стандардна пракса за неруске совјетске филмове када су се дистрибуирали ван републике порекла.)
Парџанов је убрзо након тога отишао из Кијева у домовину својих предака, Јерменију . Године 1969. започео је филм Сајат Нова, који многи сматрају његовим крунским остварењем, иако је сниман у релативно лошим условима и са веома малим буџетом. Совјетски цензори су интервенисали и забранили Сајат Нову због наводног запаљивог садржаја. Парџанов је поново монтирао свој снимак и преименовао филм у Боја нара. Глумац Алексеј Коротјуков је приметио: „Параџанов је снимао филмове не о томе како ствари стоје, већ како би биле да је он био Бог. Михаил Вартанов је 1969. написао да „Поред филмског језика који су предложили Грифит и Ајзенштајн, светска кинематографија није открила ништа револуционарно ново све до Боје нара."

## Затвор и каснији рад
До децембра 1973. совјетске власти су постале сумњичаве према Парџановљевим перципираним субверзивним склоностима, посебно његовој бисексуалности, и осудиле су га на пет година у логору тешког рада због „силовања члана Комунистичке партије и пропагирања порнографије“. Три дана пре него што је Парџанову изречена казна, Андреј Тарковски је написао писмо Централном комитету Комунистичке партије Украјине у којем је навео да је „Сергеј Парџанов у последњих десет година снимио само два филма: Сенке наших заборављених предака и Боја нара. Они су утицали на кинемтографију прво у Украјини, други у овој земљи у целини, а трећи у свету уопште. Уметнички, мало је људи у целом свету који би могли да замене Парџанова. Он је крив – крив је за своју самоћу. Криви смо што не мислимо на њега свакодневно и што нисмо успели да откријемо значај мајстора."
Еклектична група уметника, глумаца, филмских стваралаца и активиста протестовала је и залагала се за људска права Парџанова, позивајући на његово хитно ослобађање. Међу њима су били Роберт Де Ниро, Франсис Форд Копола, Мартин Скорсезе, Леонид Гајдај, Елдар Рјазанов, Ив Сен Лоран, Марчело Мастројани, Франсоаз Саган, Жан-Лик Годар, Франсоа Труфо, Луис Буњуел, Антонио Таранђели, Мишељо Фелини, Андреико Таранђели и Федерико Фелини и Михаил Вартанов.
Парџанов је одслужио четири године од своје петогодишње казне, а касније је своје превремено пуштање на слободу приписао напорима француског надреалистичког песника и романописца Луја Арагона, руске песникиње Елзе Триолет (Арагонова супруга) и америчког писца Џона Апдајка. Његово превремено пуштање на слободу је одобрио Леонид Брежњев, генерални секретар Комунистичке партије Совјетског Савеза, вероватно као последица Брежњевљевог случајног сусрета са Арагоном и Триолетом у Бољшој театру у Москви. На Брежњевов упит да ли би могао бити од било какве помоћи, Арагон је затражио ослобађање Парџанова, што је и извршено до децембра 1977.
Док је био у затвору, Парџанов је направио велики број минијатурних скулптура налик луткама (од којих су неке изгубљене) и око 800 цртежа и колажа, од којих су многи касније били изложени у Јеревану, где се сада стално налази Музеј Сергеја Парџанова. Музеј је отворен 1991. године, годину дана након смрти редитеља, садржи више од 200 дела, као и намештај из његовог дома у Тбилисију..Његови напори у логору су више пута компромитовани од стране затворских чувара, који су му одузимали материјале и називали га лудим, а њихова окрутност је спласнула тек након што је у саопштењу из Москве признало да је „редитељ веома талентован“.
Након његовог повратка из затвора у Тбилиси, помно праћење совјетских цензора спречило је Парџанова да настави свој филмски рад и усмерило га ка уметничким изворима које је неговао током боравка у затвору. Направио је изузетно комплексне колаже, створио велику колекцију апстрактних цртежа и пратио бројне друге уметности мимо филма, шио је још лутака и поједина необична одела.
У фебруару 1982. Парџаанов је поново затворен, под оптужбом за подмићивање, што се поклопило са његовим повратком у Москву на премијеру представе у част Владимира Висоцког у Позоришту на Таганки, и изведен је са извесним степеном преваре. Упркос још једној строгој казни, ослобођен је за мање од годину дана, овог пута са озбиљно ослабљеним здрављем.
Године 1985, споро отапање у Совјетском Савезу подстакло је Парџанова да обнови своју страст према кинематографији. Уз подстицај разних грузијских интелектуалаца, створио је вишеструко награђивани филм Легенда о тврђави Сурам, заснован на новели Данијела Чонкадзеа, што је његов први повратак на филм од Боја нара петнаест година раније.
Током 1988. Парџанов је снимио још један вишеструко награђивани филм Ашик Кериб, заснован на причи Михаила Љермонтова. Филм прати причу о лутајућем забављаћи, смештена у азербејџански културни миље. Парџанов је филм посветио свом блиском пријатељу Андреју Тарковском и „свој деци света”.

## Смрт
Парџанов је потом покушао да заврши свој завршни пројекат. Умро је од рака у Јеревану, Јерменија, 20. јула 1990. године, у 66. години, остављајући ово последње дело Исповест, недовршеним. Филм је опстао и сачуван је оригинални негатив као Парџанов: Последње пролеће, који је направио његов блиски пријатељ Михаил Вартанов 1992. године. Федерико Фелини, Тонино Гвера, Франческо Роси, Алберто Моравија, Ђулијета Масина, Марчело Мастројани и Бернардо Бертолучи били су међу онима који су јавно оплакивали његову смрт. У Русију су послали телеграм са следећом изјавом: „Свет кинематографије је изгубио мађионичара. Парџановљева машта ће заувек фасцинирати и доносити радост људима света...”.

## Утицаји и наслеђе
Упркос томе што је студирао филм на ВГИК -у, Парџаанов је открио свој уметнички пут тек након што је видео први филм совјетског редитеља Андреја Тарковског Иваново детињство.
Парџанова је високо ценио и сам Тарковски. У биографском филму „Путовању времену“ он наводи: „Увек се са великом захвалношћу и задовољством сећам филмова Сергеја Парџанова које много волим. Његов начин размишљања, његова парадоксална, поетска... способност да воли лепоту и способност да буде апсолутно слободан у сопственој визији“. У истом филму Тарковски је изјавио да му је Парџанов један од омиљених филмских стваралаца.
Италијански режисер Микеланђело Антониони изјавио је да „Боја нара Парџанова, по мом мишљењу једног од најбољих савремених филмских редитеља, задивљује својом савршеношћу лепоте. Параџанову се дивио и амерички синеаста Френсис Форд Копола. Француски режисер Жан-Лик Годар такође је изјавио да „У храму кинематографије постоје слике, светлост и стварност. Господар тог храма био је Сергеј Паџанов“.
Упркос томе што је било много поштовалаца његове уметности, његова визија није привукла много следбеника. „Ко год покуша да ме имитира изгубљен је“, наводно је рекао. Редитељи као што су Тео Ангелопоулос и Бела Тар класификују Парџановљев приступ филму као примарно визуелном медију, а не као наративном.
Институт Парџанов-Вартанов основан је у Холивуду 2010. године са циљем да проучава, чува и промовише уметничко наслеђе Сергеја Парџанова и Михаила Вартанова.

## Филмографија
| Година       | Наслов                            | Оригинални наслов                                                  | Напомене                                                                                      |
| ------------ | --------------------------------- | ------------------------------------------------------------------ | --------------------------------------------------------------------------------------------- |
| 1951. године | Moldavian Tale                    | На руском: Молдавскаа сказка На украјинском: Молдавська бајка      | Дипломски кратки филм; изгубљен                                                               |
| 1954. године | Andriesh                          | На руском: Андриеш                                                 | Корежирао са Јаковом Базељаном; дугометражни римејк Молдавске приче                           |
| 1958         | Dumka                             | На украјинском: Думка                                              | Документарни филм                                                                             |
| 1958         | The First Lad                     | На руском: Первиј парень На украјинском: Першиј папибок            |                                                                                               |
| 1959. године | Natalya Ushvij                    | На руском: Наталиа Ужвиј                                           | Документарни филм                                                                             |
| 1960         | Golden Hands                      | На руском: Золотие руки                                            | Документарни филм                                                                             |
| 1961. године | Ukrainian Rhapsody                | На руском: Украинскаа рапсодиа На украјинском: Укпаинська рапсодиа |                                                                                               |
| 1962. године | Flower on the Stone               | На руском: Цветок на камне На украјинском: Квитка на камени        |                                                                                               |
| 1965. године | Сенке заборављених предака        | На украјинском: Тини забутих предкив                               |                                                                                               |
| 1965. године | Kyiv Frescoes                     | На руском: Киевские фрески                                         | Забрањено током препродукције; Преживи 15 минута аудиција                                     |
| 1967         | Hakob Hovnatanian                 | На јерменском: Հակոբ Հովնաթանյան                                   | Краткометражни филм, приказ јерменског уметника 19. века                                      |
| 1968         | Children to Komitas               | На јерменском: Երեխաներ Կոմիտասին                                  | Документарац за УНИЦЕФ; изгубљен                                                              |
| 1969         | Боја нара                         | На јерменском: Նռան գույնը                                         |                                                                                               |
| 1985         | The Legend of Suram Fortres       | На грузијском: ამბავი სურამის ციხისა                               |                                                                                               |
| 1985         | Arabesques on the Pirosmani Theme | На руском: Арабески на тему Пиросмани                              | Краткометражни филмски портрет грузијског сликара Ника Пиросманија                            |
| 1988         | Ashik Kerib                       | На грузијском: აშიკი ქერიბი На азербејџанском: Асıк Кәриб          |                                                                                               |
| 1989–1990    | Исповест                          | На јерменском: Խոստովանանք                                         | Недовршено; оригинални негатив је сачуван у делу Михаила Вартанова Парџанов: Последње пролеће |

## Награде и признања
- У Тбилисију постоји статуа Парџанова
- На зиду куће у којој је провео детињство Парџанова налази се спомен плоча
- Улица у којој је Парџанов одрастао, улица Коте Месхи, 2021. године преименована је у улицу Парџаанова[26]
- У Јеревану, Јерменија, постоји кућа-музеј посвећена Парџанову